# فابيو غالو
فابيو غالو (بالإيطالية: Fabio Gallo)‏ (11 سبتمبر 1970 بولاتي إيطاليا - ) هو لاعب كرة قدم إيطالي يلعب كلاعب وسط.